# City of Poets
City of Poets ist ein niederländischer Kurzfilm in dokumentarischer Form unter der Regie von Sara Rajaei aus dem Jahr 2024. Der Film feierte am 21. Februar 2024 auf der Berlinale seine Weltpremiere in der Sektion Berlinale Shorts.

## Handlung
Sehnsüchtige Erinnerungen an eine freie Gesellschaft, die so nicht mehr existiert: Private Aufnahmen und Fotos lassen das Bild einer fiktiven kleinen Stadt entstehen, in der alle Straßen nach Dichterinnen und Dichtern benannt sind: Eine kleine Gruppe von Menschen, die in einer Utopie auf der Basis von Poesie leben. Als Krieg ausbricht, werden neue Stadtviertel geschaffen, um die Flüchtlinge unterzubringen. Deren Straßen werden nach Soldaten benannt. Es kommt zu Aufständen und Wirren unter den Bewohnerinnen und Bewohnern. Der strukturelle Wandel der Stadt schlägt sich in den Straßennamen nieder. 

## Produktion

### Filmstab
Regie führte Sara Rajaei, von der auch das Drehbuch stammt.
Die Regisseurin äußerte, der Film sei eine Kette von Bildern, in der jedes das nächste hervorbringe. Die Idee zum Film sei von einem Maulbeerbaum ausgegangen, der vor dem Haus ihrer Großmutter gestanden sei und ihr das Gefühl von Glück und Zugehörigkeit vermittelt habe. Dieses Haus sei für ihre Familie zum ersten Zufluchtsort in der Zeit des Krieges geworden. Ihre Entscheidung, Frauen ins Zentrum zu stellen, stehe im Zusammenhang mit den Protesten im Iran in der jüngeren Vergangenheit, die auch während der Schneidearbeiten stattfanden.
Die Bilder stammen aus den Archiven von Fardid Khadem, Majid Kazemi und Sara Rajaei. Es wird im Voiceover erzählt.
Für den Filmschnitt war Nathalie Alonso Casale verantwortlich.

### Produktion und Förderungen
Produzentin war Manon Bovenkerk, Produktionsfirma near/by film. Unterstützung kam vom Netherlands Film Fund, Mondriaan Fund, Cultuurfonds, Vevam und DKC Rotterdam.

### Dreharbeiten und Veröffentlichung
Der Film feierte am 21. Februar 2024 auf der Berlinale seine Weltpremiere in der Sektion Berlinale Shorts.

## Rezeption
Lida Bach sprach auf moviebreak.de von einer poetischen Parabel. Sie urteilte wohlwollend, die Collage verbinde Film- und Bildaufnahmen zu einem „metaphorischen Mosaik“. Es führe die „Verbindung von Kunstfeindlichkeit und Reaktionismus“ vor, die in Zeiten gezielter Beschädigungen von Kunstwerken große Aktualität besitze.
Fedor Tot lobte den Film auf der Website Journey into Cinema als „psychogeografische Erinnerung an einen lange vergessenen Ort“.

## Auszeichnungen und Nominierungen
- 2024: Internationale Filmfestspiele Berlin